# Джон Лок (Изгубени)
Джонатън „Джон“ Лок (на английски: Johnathan 'John' Locke) е един от главните герои в сериала „Изгубени“. Ролята се изпълнява от Тери О'Куин. През 2007 г. О'Куин печели наградата Еми за най-добър поддържащ актьор за ролята си на Лок. В българския дублаж на първите четири сезона Лок се озвучава от Борис Чернев, от Георги Тодоров в дублажа на четвърти сезон на AXN и от Стоян Алексиев в пети и шести сезон на AXN.